# Trachythecium tuberculatum
Trachythecium tuberculatum är en bladmossart som beskrevs av Fleischer 1923. Trachythecium tuberculatum ingår i släktet Trachythecium och familjen Hypnaceae. Inga underarter finns listade i Catalogue of Life.